# Théâtre des Bouffes-du-Nord
Résidence
Le théâtre des Bouffes-du-Nord (également graphié Bouffes du Nord) est une salle de spectacles, située au 37 bis, boulevard de la Chapelle, dans le 10e arrondissement de Paris.
Ce lieu est desservi par la station de métro La Chapelle.

## Histoire

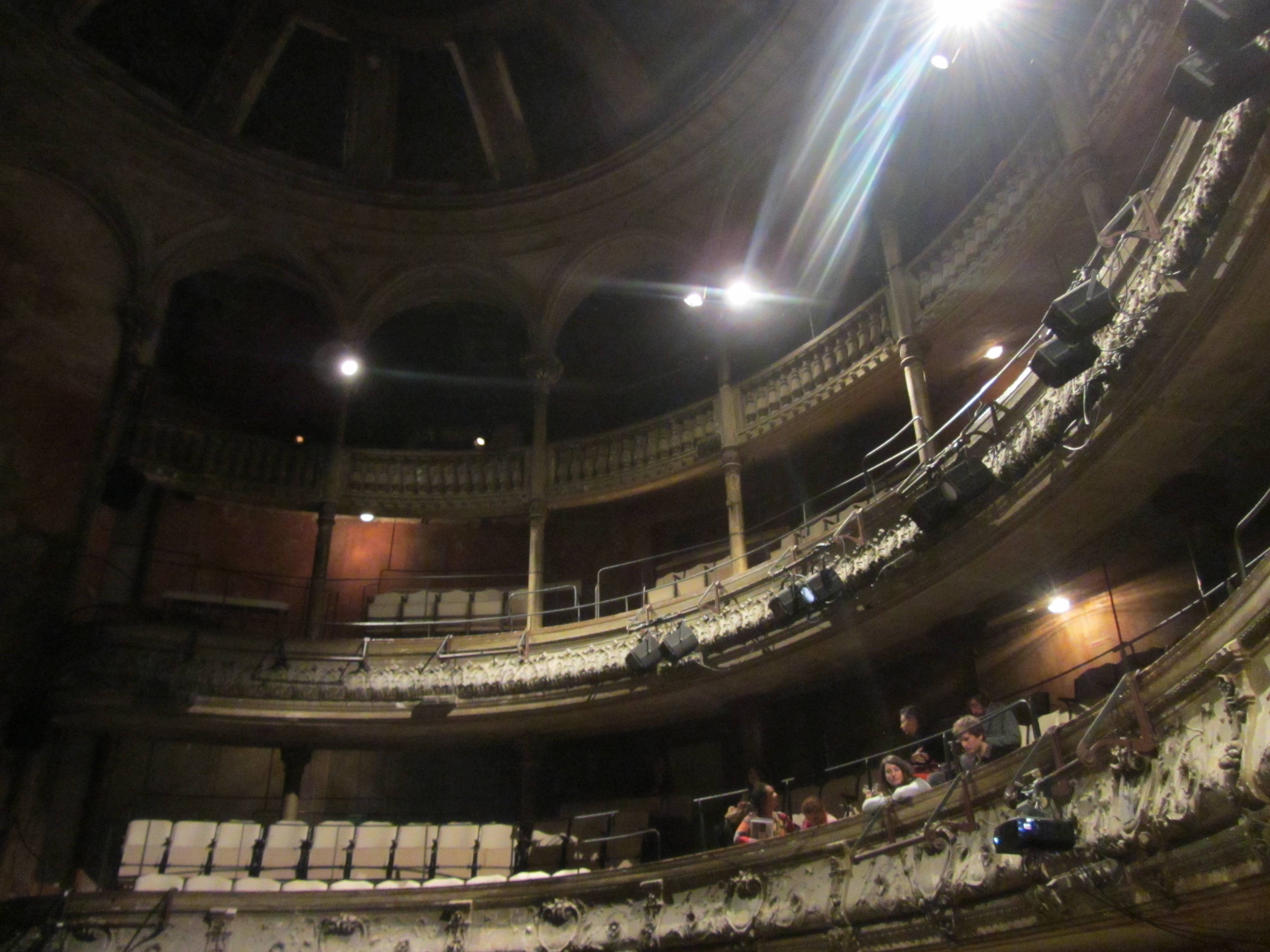
Balcons.

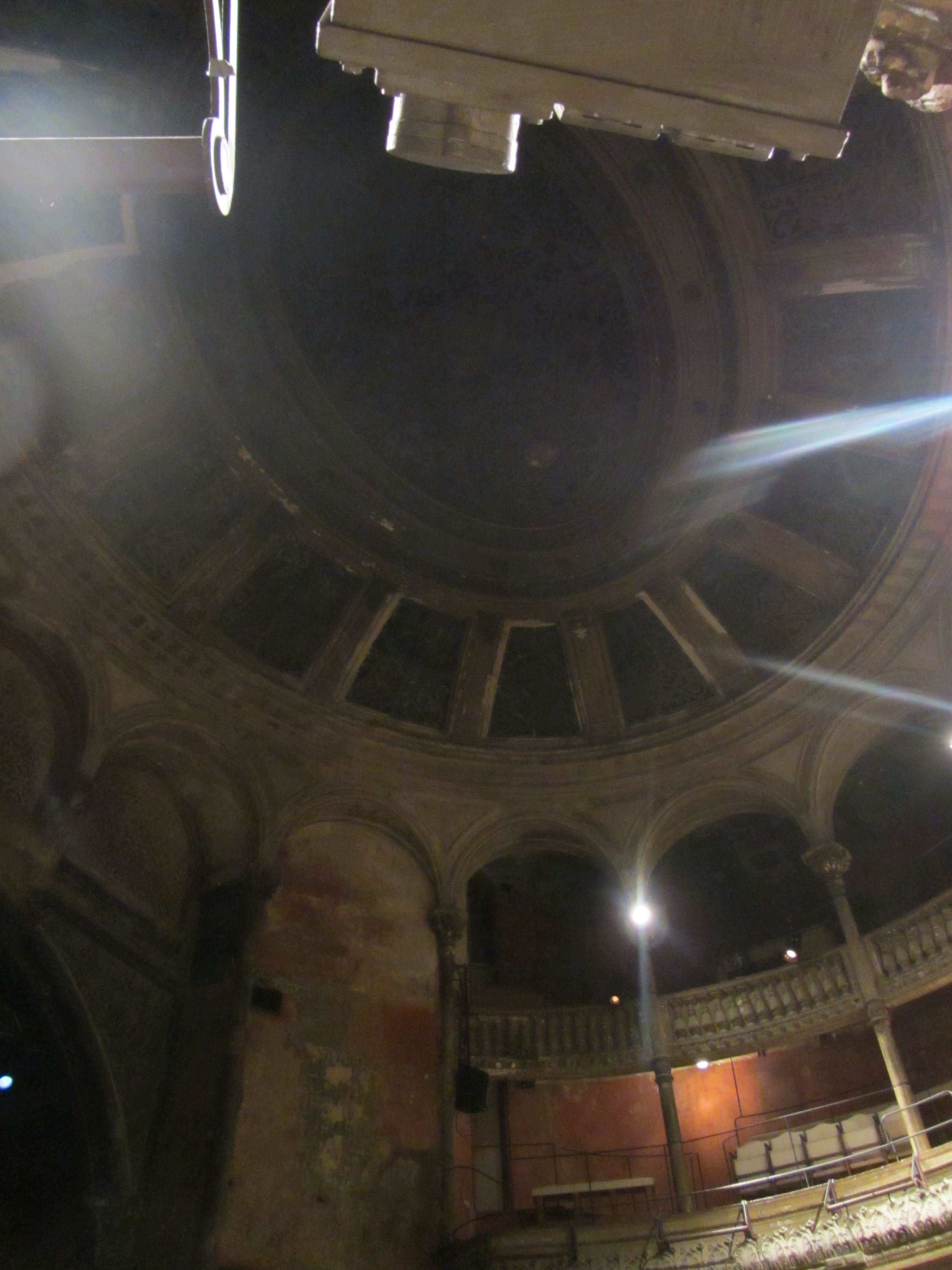
Plafond.

Source principale : Site officiel des Bouffes-du-Nord
Commandé à l'architecte Émile Leménil pour servir de café-concert et construit sur les fondations d'une caserne dont le projet aurait été abandonné, le théâtre des Bouffes-du-Nord est inauguré en 1876. La salle comporte 530 places réparties en un parterre, un rang de loges et une galerie.
Les directions s'enchaînent, peinant à attirer le public parisien de par la situation géographique excentrée du quartier populaire de la Chapelle, encore mal éclairé et mal desservi. Abel Ballet s'en porte acquéreur en 1885 et y monte de grandes fresques historiques, dont La Reine Margot d'Alexandre Dumas avec la jeune Yvette Guilbert, et des mélodrames. De 1893 à 1894, il accueille la compagnie du théâtre de l'Œuvre de Lugné-Poe, avant de passer la main en 1896 à Emmanuel Clot et G. Dublay. Entièrement restauré et électrifié en 1904, et désormais appelé théâtre Molière, il programme des auteurs tels que Henry Kistemaeckers, Georges Darien et Gaston Leroux.
Il ferme au début de la Première Guerre mondiale pour rouvrir en 1917 sous son nom d'origine, en tant que music-hall, avec à sa tête Oscar Dufrenne et Henri Varna, déjà propriétaires de plusieurs music-hall dont le concert Mayol. Henry Darcet leur succède en 1923 et intègre le « Consortium des théâtres de quartiers » dont le but est de faire « tourner des spectacles à succès, créés sur les boulevards », avant d'être remplacé par Paul Le Danois et Charles Malinconi en 1929. Mais la salle sombre dans la torpeur à partir en 1935, après la mort de ses deux directeurs. En mai 1945, le jeune metteur en scène Jean Serge crée le théâtre des Carrefours, remplacé dès l'année suivante par René Marjolle, ancien chanteur de l'Opéra-Comique qui tente d'y imposer en vain une programmation lyrique. Fin 1950, Charles Béai, ancien directeur du théâtre de l'Humour, renoue avec la comédie non sans succès. Mais ne répondant plus aux normes de sécurité, la salle subit une fermeture administrative en juin 1952.
Laissée à l'abandon et menacée de destruction, elle est rachetée en 1969 par Narcisse Zecchinel, un entrepreneur italien, qui en confie la restauration au Centre international de recherche théâtrale de Peter Brook et Micheline Rozan. La réouverture a lieu en 1974 avec Timon d'Athènes de Shakespeare, dans une adaptation de Jean-Claude Carrière et une mise en scène de Peter Brook.
Depuis le 30 avril 1993, le théâtre des Bouffes-du-Nord est inscrit « monument historique ».
En 2008, Peter Brook décide d'abandonner progressivement la direction, confiée à l'automne 2010 à Olivier Mantei et Olivier Poubelle, issus du monde de la musique.
En 2020, le peintre Gérard Fromanger orne le plafond du foyer du théâtre.

## Répertoire
théâtre Molière
- 1893 : Rosmersholm d'Henrik Ibsen, mise en scène Lugné-Poe
- 1893 : Un ennemi du peuple d'Henrik Ibsen, mise en scène Lugné-Poe
- 1893 : Âmes solitaires de Gerhart Hauptmann, mise en scène Lugné-Poe
- 1894 : L'Araignée de cristal de Rachilde, mise en scène Lugné-Poe
- 1894 : Au-delà des forces de Bjørnstjerne Bjørnson, mise en scène Lugné-Poe
- 1894 : Nuit d'avril à Céos de Gabriel Trarieux, mise en scène Lugné-Poe
- 1894 : L'Image de Maurice Beaubourg, mise en scène Lugné-Poe
- 1894 : Solness le constructeur d'Henrik Ibsen, mise en scène Lugné-Poe
- 1911 : Demain d’Émile Pataud et Garin

théâtre des Bouffes-du-Nord
- 1918 : Mariage d'Hakouma de Lucien Boyer et Henri Bataille, avec Brugette, Émile Audiffred, Paterson, Gracias
- 1920 : Le petit Duc en Ménage de Guillot de Saix et Leon Devy avec Émile Audiffred
- 1932 : Miracle à Verdun de Hans Chlumberg (13 octobre)
- 1932 : Le Train blindé n° 14-69 de Vsevolod Ivanov (5 novembre)
- 1932 : Acide prussique de Friedrich Wolff (30 novembre)
- 1932 : Les Surprises du divorce vaudeville d'Alexandre Bisson (décembre)

- 1943 : la chanteuse Damia est la vedette d'un tour de chant durant plusieurs soirs

théâtre des Carrefours
- 1945 : L'Invasion de Léonid Léonov avec Daniel Ivernel et Michel Piccoli (25 mai) - Prix Staline 1944
- 1945 : Les Bouches inutiles de Simone de Beauvoir, mise en scène Michel Vitold (30 octobre)
- 1946 : Winterset de Maxwell Anderson, adaptation Marcel Achard avec Daniel Gélin et Louis de Funès et Le Roi sans amour de Paul Mourousy (27 janvier)
- 1946 : Le Marchand d'étoiles de Geneviève Serreau, mise en scène Jean-Marie Serreau
- 1946 : La Triste Fin d'Aman le Terrible de Haïm Slovès, mise en scène O. Fessier
- 1946 : Le Couché de la mariée comédie en 3 actes de Félix Gandéra
- 1946 : La Strasbourgeoise d’Albert Sablons, mise en scène René Marjolle et Raoul Marco (novembre)
- 1946 : Le Roi sans amour de Paul Mourousy, mise en scène Robert Favart (décembre)
- 1947 :  Le grand amour de Dostoïevsky d'Alexandra Roubé-Jansky[8].

- 1950 : Ces dames aux chapeaux verts d'après le roman de Germaine Acremant, avec Alice Tissot et Armand Bernard (décembre)

théâtre des Bouffes-du-Nord
- 1974 : réouverture du théâtre avec Timon d'Athènes, adaptation Jean-Claude Carrière, mise en scène Peter Brook (15 octobre)
- 1978 : la troupe du théâtre du Bilboquet dirigée par Jean-Michel Dagory interprète  Penalty de Gareth Owen, une pièce sur le football avec Sylvie Flepp, Pierre Frenkiel et Patrick Chanot, en présence de l'équipe de France (avril)
- 1981 : La Tragédie de Carmen, de Jean-Claude Carrière, adaptation musicale de Marius Constant, mise en scène de Peter Brook (3 versions théâtrales)
- 1984 : Live "El Tango" avec Milva et Astor Piazzola

- 1986 : Les Bouffes aux animaux de Valère Novarina avec André Marcon (10 octobre)
- 1986 : Le Récit de la servante Zerline d'Hermann Broch, mise en scène Klaus Michael Grüber, avec Jeanne Moreau (5 décembre)
- 1989 : Zizi Jeanmaire, mise en scène Roland Petit
- 1992 : Ruy Blas de Victor Hugo, mise en scène Georges Wilson, avec Lambert Wilson
- 1993 : Régine
- 1995 : Catherine Ribeiro (février)
- 1999 : Cora Vaucaire (novembre)

- 2001 : Michel Portal (novembre)
- 2002 : Werner Güra (30 avril)
- 2002 : Les Têtes Raides, (5 juillet - 3 août). Série de spectacles dont un DVD a été tiré : Têtes Raides aux Bouffes du Nord
- 2002 : La Mouette d'Anton Tchekhov, avec et mise en scène Philippe Calvario
- 2003 : Arthur H (12 juillet)
- 2004 : Dominique A (26 juin)
- 2004 : Roberto Zucco de Bernard-Marie Koltès, mise en scène Philippe Calvario, avec Xavier Gallais, Florence Giorgetti
- 2005 : Damien Saez (22-26 juin)
- 2005 : Grand et petit de Botho Strauss, mise en scène Philippe Calvario, avec Anouk Grinberg
- 2007 : Je tremble (1) de Joël Pommerat
- 2007 : AaRON (16-19 mai)
- 2008 : Bérénice de Racine, mise en scène Lambert Wilson, avec Carole Bouquet, Lambert Wilson, Fabrice Michel, Georges Wilson, Michel Baumann
- 2008 : Damien Saez (25-26 juin)
- 2008 : Diane Dufresne, pour une série événement de neuf concerts piano-voix  (novembre)
- 2009 : Oncle Vania d'Anton Tchekhov, mise en scène Claudia Stavisky (3 avril)
- 2010 - 2013 : Une Flûte enchantée d'après Wolfgang Amadeus Mozart, librement adaptée par Peter Brook, Franck Krawczyk et Marie-Hélène Estienne
- 2010 : Tue-Tête de Judith Chemla (avec Judith Chemla et Bruno Le Bris)
- 2011 - 2012 : The Second Woman, mise en scène Guillaume Vincent, musique Frédéric Verrières (avec l'Ensemble Court-circuit)
- 2011 : Concert d'adieu de Gustav Leonhardt (12 décembre)
- 2011 : Mefausti  de Damien Odoul librement inspirée du Docteur Faustus de Christopher Marlowe
- 2011 : O Mensch !, musique et mise en scène Pascal Dusapin, avec Georg Nigl et Vannesa Wagner
- 2011 : Récital emphatique, de et par Michel Fau
- 2012 : Katia Kabanova, version de chambre de l'opéra de Leoš Janáček, mise en scène André Engel, direction musicale Irène Kudela
- 2012 : La Dame de la mer de Henrik Ibsen, mise en scène Claude Baqué, musique et chansons Camille
- 2012 : The Suit/Le costume, tiré d'une nouvelle originale de Can Themba, pièce musicale de Peter Brook, Marie-Hélène Estienne et Franck Krawczyk
- 2012 - 2015 : Le Bourgeois gentilhomme, comédie-ballet de Molière, musique de Lully, mise en scène Denis Podalydès avec L'Ensemble de La Révérence
- 2012 : Le 6e Continent, texte de Daniel Pennac, mise en scène Lilo Baur
- 2012 : Journal d'un corps de et par Daniel Pennac, mise en scène Clara Bauer
- 2012 : Molly Bloom d'après Ulysse de James Joyce, avec Anouk Grinberg
- 2013 : La Nuit tombe..., mise en scène Guillaume Vincent
- 2013 : Répertoire d'après la musique originale de Mauricio Kagel, metteurs en son et images Jos Houben et Françoise Rivalland
- 2013 : Tout va bien en Amérique, conception Benoît Delbecq et David Lescot, direction musicale Benoît Delbecq, mise en scène David Lescot
- 2013 : Qu'on me donne un ennemi, texte Heiner Müller, avec André Wilms, orchestré par Mathieu Bauer
- 2013 : Le Crocodile trompeur / Didon et Énée, d'après l'opéra de Henry Purcell, mise en scène Samuel Achache et Jeanne Candel, direction musicale Florent Hubert
- 2014 : Te craindre en ton absence, livret Marie NDiaye, musique de Hèctor Parra, mise en scène Georges Lavaudant
- 2014 : Les Méfaits du tabac, concert en un acte - Anton Tchekhov, Jean‐Sébastien Bach, Luciano Berio, Piotr Ilitch Tchaïkovski, mise en scène Denis Podalydès, conception du spectacle Floriane Bonanni
- 2014 : Mimi, librement inspiré de La Bohème de Giacomo Puccini, mise en scène Guillaume Vincent, musique Frédéric Verrières
- 2014 - 2016 : The Valley of Astonishment, mise en scène Peter Brook et Marie-Hélène Estienne, avec Kathryn Hunter, Marcello Magni et Jared McNeill
- 2015 : Fragments, textes de Samuel Beckett, mise en scène Peter Brook et Marie-Hélène Estienne, avec Jos Houben, Kathryn Hunter et Marcello Magni
- 2015 : Marcel, de et avec Jos Houben et Marcello Magni
- 2015 : La Révolte d'Auguste de Villiers de L'Isle-Adam, mise en scène Marc Paquien, avec Anouk Grinberg et Hervé Briaux
- 2015 : La Mort des Tintagiles de Maurice Maeterlinck, mise en scène Denis Podalydès, direction musicale Christophe Coin
- 2015 : De mes propres mains, texte et mise en espace de Pascal Rambert, avec Arthur Nauzyciel
- 2015 : Battlefield, tiré du Mahabharata, adaptation Peter Brook, Jean-Claude Carrière et Marie-Hélène Estienne, mise en scène Peter Brook et Marie-Hélène Estienne, avec Carole Karemera, Jared McNeill, Ery Nzaramba et Sean O’Callaghan
- 2016 : Notre crâne comme accessoire, librement inspiré du Théâtre ambulant Chopalovitch de Lioubomir Simovitch, création collective du collectif Les Sans-cou, mise en scène par Igor Mendjisky
- 2016 : Monsieur de Pourceaugnac, comédie-ballet de Molière, musique de Lully, mise en scène Clément Hervieu-Léger, direction musicale et conception musicale du spectacle William Christie, avec Les Arts florissants
- 2018 : Concert de Mayra Andrade
- 2020 : La Mouche, d'après George Langelaan
- 2021 : Le Viol de Lucrèce, opéra de chambre mis en scène par Jeanne Candel[9], célèbre metteuse en scène du Théâtre de L'Aquarium est joué au Théâtre des Bouffes-du-Nord du 19 au 29 mai 2021. La musique a été composée par Benjamin Britten et la direction musicale est menée par Léo Warynski[10]. L'opéra est produit par l'Académie de l’Opéra national de Paris[10] et trouve ses inspirations dans la pièce d’André Obey en 1926, elle-même inspirée du poème de William Shakespeare et intitulée également Le viol de Lucrèce (The Rape of Lucrece).

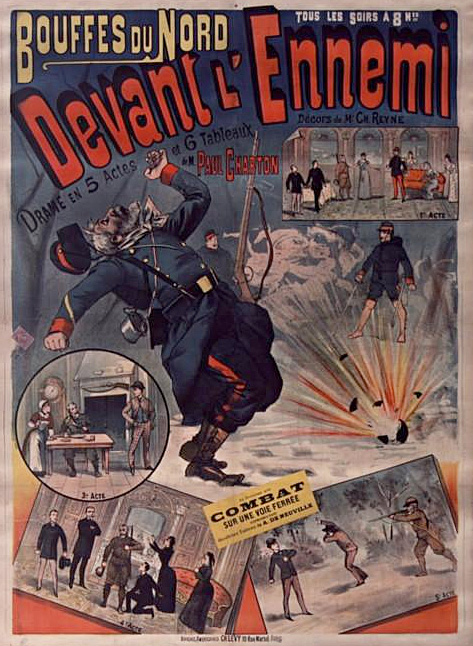
Devant l'ennemi (1880).
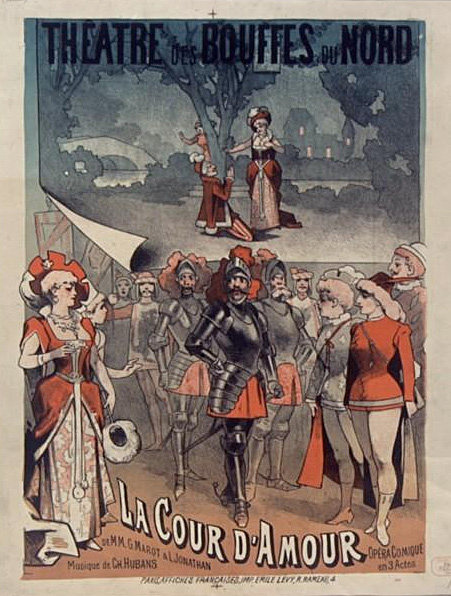
La Cour d'amour (1885).
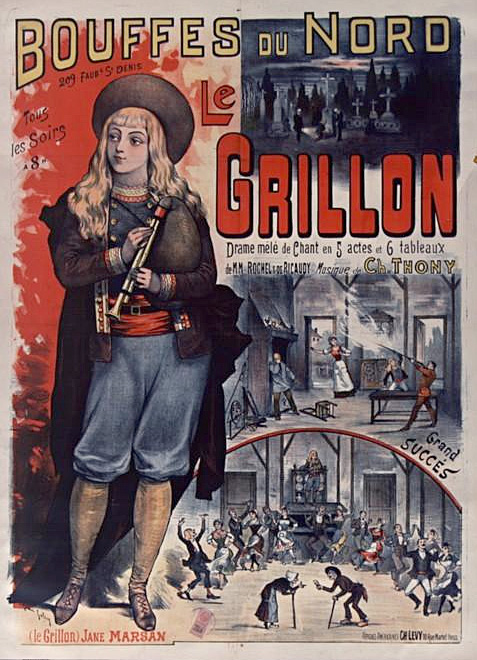
Le Grillon (1890).
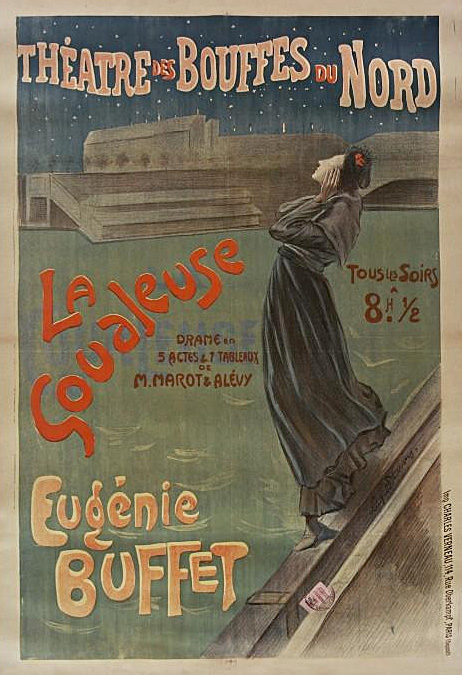
La Goualeuse (1900).